# Студенец (приток Парцы)
Студенец — река в Пензенской области и Мордовии (Россия), левый приток Парцы (бассейн Оки). Длина реки составляет 14 км.

## Описание
Река берёт начало в Зубово-Полянском районе Мордовии, исток — к северу от села Мордовский Пимбур. Направление течения — преимущественно на север, местами с отклонениями к западу (начальный отрезок реки) и к востоку. Из Зубово-Полянского района переходит в Спасский район Пензенской области. На наибольшем своём протяжении протекает по территории данного района, протекая вначале через село Вичутка, далее протекает между районным центром — городом Спасск (по правому берегу), и селом Липлейка (по левому берегу). В нижнем течении пересекает границу с Торбеевским районом Мордовии, в котором впадает в реку Парца возле села Кажлодка.
Устье реки находится в 92 км от устья Парцы.
Имеет правый приток, протекающий через город Спасск и впадающий в Студенец сразу за Спасском. По данным топографических карт этот приток именуется как Чечёрка, по данным Государственного водного реестра — Вишляй.

## Данные водного реестра
По данным государственного водного реестра России относится к Окскому бассейновому округу, водохозяйственный участок реки — Мокша от водомерного поста города Темников и до устья, без реки Цна, речной подбассейн реки — Мокша. Речной бассейн реки — Ока.
Код объекта в государственном водном реестре — 09010200412110000028456.

## В искусстве
Небольшой речке из своей малой родины посвятил строки поэт, уроженец Спасска, Н. Г. Криванчиков:
Лишь в одном краю известный
Вот он, рядом наконец,
Друг из пензенского детства
Обмелевший Студенец.